# Raimondo di Sangro
Raimondo di Sangro (Torremaggiore, 30 de enero de 1710-Nápoles, 22 de marzo de 1771). Séptimo príncipe de Sansevero (alta nobleza de Torremaggiore, Foggia). Estudió con los jesuitas, a los que no guardó mucho aprecio. Destacó en las múltiples actividades técnico-científicas que desarrolló, desde la impresión y divulgación de textos masónicos, al desarrollo de numerosos inventos (fusiles de rápido disparo, barcos anfibios e incluso una imprenta capaz de grabar varios colores a la vez).

## Su obra
Su amigo y biógrafo Giangiuseppe Origlia cuenta que trató de resucitar de sus cenizas cuerpos de animales y también de seres humanos. Dicen que, mediante alquimia, dio con una fórmula capaz de ablandar el mármol y hasta sintetizó los colores con los que diversos artistas decorarían la Capilla de Sansevero o Templo de la Piedad, donde se conserva un famoso Cristo Velado de Giuseppe Sanmartino. También fue amigo de Niccoló Fraggiani, jurista de la corte, y del rey Carlos de Borbón (después Carlos III de España), de cuyo círculo ilustrado formó parte.
Fue enemigo a la vez del cardenal napolitano Giuseppe Spinelli, tras asociarse al iluminado y esoterista Antonio Genovesi, y de la logia masónica de los Vengadores de Hiram, en la que participó activamente a mediados del siglo XVIII, y de la que al parecer consiguió abundante documentación secreta, desde que estudiaba en la academia de los jesuitas tuvo rivalidad contra el padre Pepe, un "profesor" de la academia que le persiguió gran parte de su vida, en Roma y Napolés.
Su heredero, Vicenzo di Sangro, vendió todos sus inventos y abandonó las mil seiscientas obras de la biblioteca reunida por su padre, dilapidando el patrimonio familiar.
Es el protagonista de numerosas obras esotéricas (Javier Sierra), del libro juvenil La leyenda del príncipe alquimista, de Pierdomenico Baccalario y de la novela gótica Di Sangro: señor de Nápoles, de Jorge Cabrerizo.

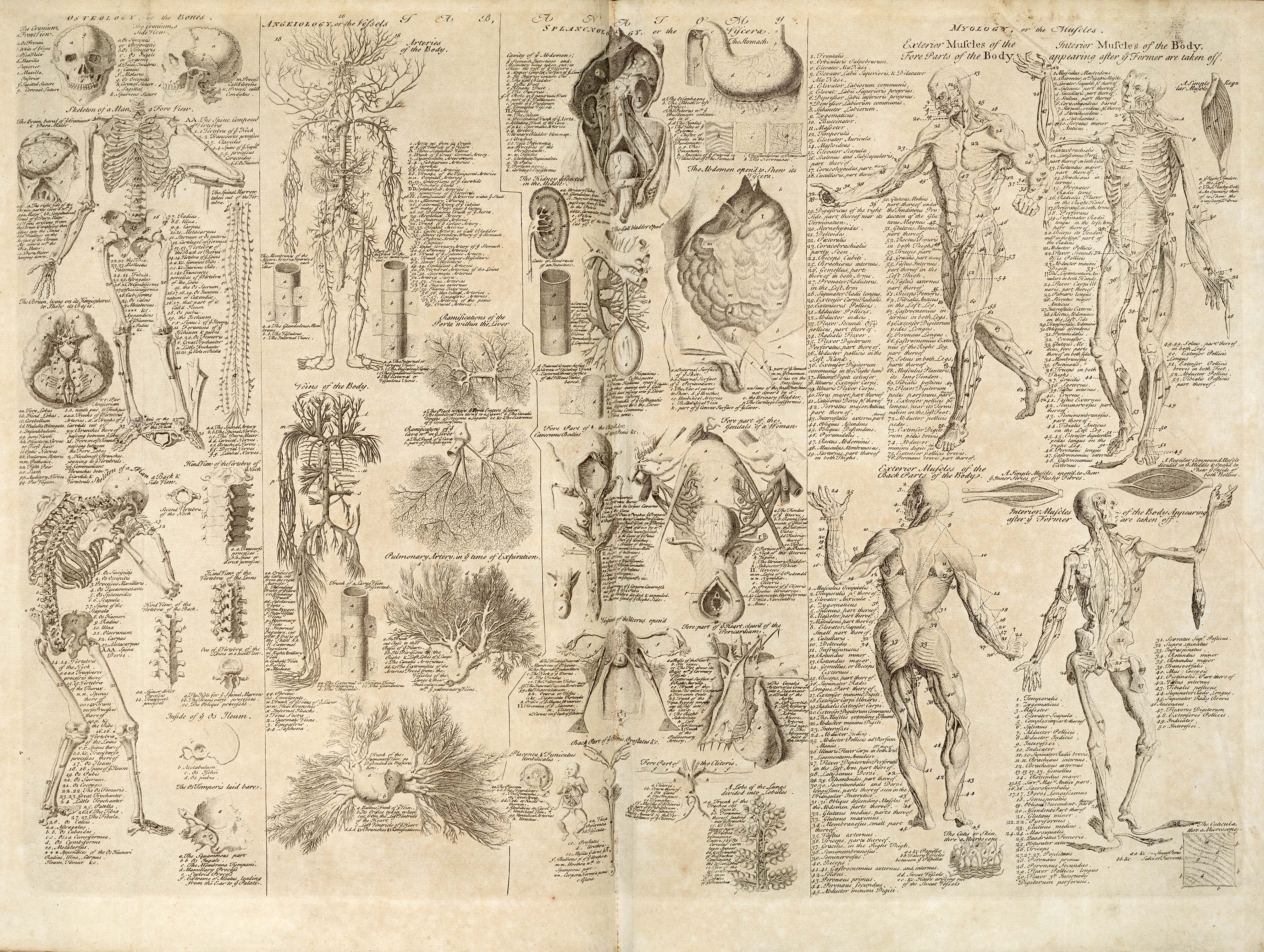
Carta anatómica de Chambres, 1728. Estudios como este pudieron ser consultados por Raimondo di Sangro.

## Máquinas anatómicas
Está vinculado a las dos máquinas anatómicas que fueron halladas en los sótanos de la Capilla de Sansevero un siglo después de su muerte. Las máquinas en cuestión son dos esqueletos humanos, pertenecientes a un hombre y una mujer (más un tercero desaparecido, correspondiente a un recién nacido), que presentan un modelo anatómico del sistema circulatorio humano así como algunas de sus vísceras. Aunque en el pasado se ha especulado con el método utilizado para su creación y que estuviera relacionado con la alquimia o con algún tipo de plastinación o embalsamamiento temprano (en buena medida debido a que los actuales propietarios de la Capilla obstaculizaban cualquier análisis científico de los restos) como una solución basada en el mercurio realizada por el propio Raimondo que petrificó las venas.
Sin embargo en el año 2007 se somete a examen a los modelos. En dicho estudio se dictaminó que ambos modelos son de manufactura humana, "fabricados artifialmente con una mezcla de ceras pigmentadas (mayormente cera de abeja), cable y fibras de seda, probablemente siguiendo técnicas comúnmente usadas por los anatomistas de la época" . Los esqueletos sí serían de procedencia humana.
Se discute a quiénes pertenecen los cadáveres (algunos dicen que el hombre es el propio Raimondo, aunque no existe prueba alguna).